# Platyeutidium maragnoni
Platyeutidium maragnoni är en skalbaggsart som först beskrevs av Sylvain Auguste de Marseul 1870.  Platyeutidium maragnoni ingår i släktet Platyeutidium och familjen stumpbaggar. Inga underarter finns listade i Catalogue of Life.